# カワラスガナ
カワラスガナ (河原菅菜、学名：Cyperus sanguinolentus Vahl) は、単子葉植物カヤツリグサ科カヤツリグサ属にふくまれる一年草である。カヤツリグサに似た植物で、水田などに生育する。カヤツリグサ属とは分けられることもある。偏平で幅広くて、褐色に色づく小穂が特徴的である。

## 特徴
植物体の根元は多少とも匍匐して枝分かれする。根出葉は多少出るが、次第になくなる。
夏以降に花茎が立ち上がる。花茎は10cm位から、大きいものでは40cmにも達する。基部には鞘があり、褐色に色づく。
花茎の先端に花序がつく。花序の基部には2-3枚の苞があり、葉状によく発達する。小穂は頭状に集まり、一つにまとまって生じるが、時に少し軸を延ばしてその先に小さな花序をつける場合もある。小穂は幅広くて偏平で、小判型と言ってよい程。長さは1-2cm、幅は2.5-3.5mm程度。鱗片は二列性で二つ折りになっており、赤褐色に色づき、少し光沢がある。

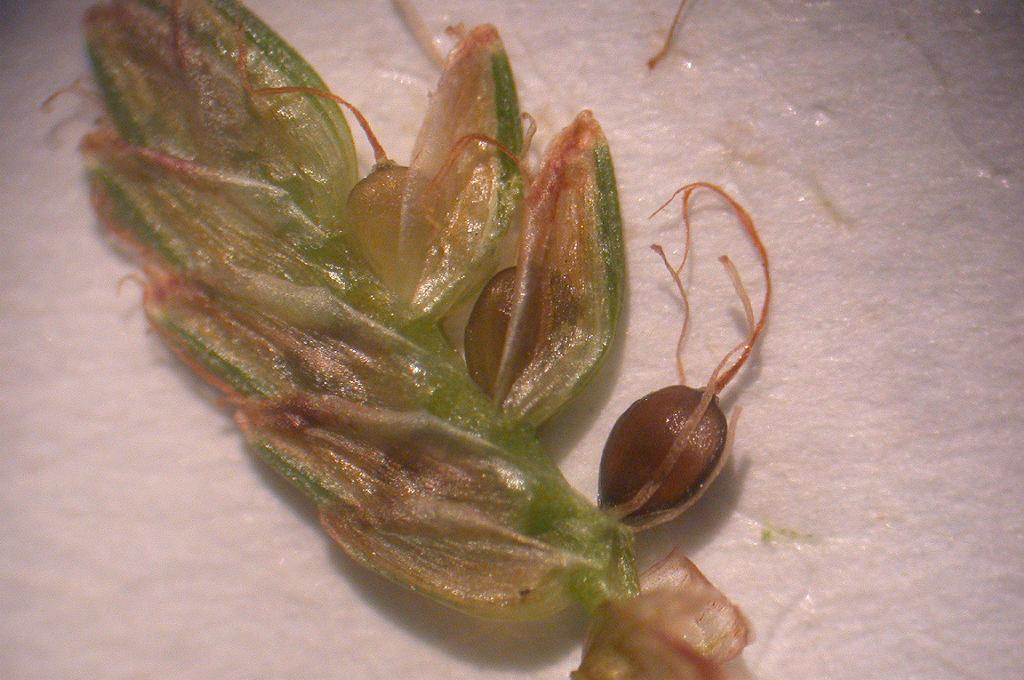
小穂の一部・鱗片を外して果実を示す

果実は倒卵形で、左右から偏平になっている。

## 生育環境など
水田やその周辺で見かけることが多い。その他撹乱の多い水湿地には広く見かけられる。名の由来は河原菅菜で河原に生えることから、スガナはスゲに似ていることに由来するとも言われる。

## 分布
日本では北海道から琉球まで分布し、国外では、東アジア、インド、インドネシア、オーストラリア、アフリカから知られる。

## 変異
上述のように花序は花茎の先端に集まることが多いが、時によく枝を伸ばしているものがあり、これをナンゴクカワラスガナ forma sanguiolentus というが、特に区別しないことも多い。

## 分類
普通はカヤツリグサ属とするが、細分属ではカワラスガナ属 Pycreus とし、その際の学名は Pycreus sanguinolentud (Vahl) Nee とする。カヤツリグサ属のものは柱頭が3で果実の断面が三角であるのに対して、この群は柱頭は2、果実は左右から偏平である。またミズガヤツリなどは果実が偏平であるが方向が腹背向きとなっており、主軸に面を向けるのに対して、カワラスガナでは主軸に稜を向ける。

## 類似種
同様の環境に出現するものとしてはカヤツリグサやコゴメガヤツリなど似たものはいくつもある。特にイガガヤツリは小穂が頭状に集まる点では似ているが、小穂が狭楕円形で先が尖る点などで異なる。他にタマガヤツリもその点では似ているが、はるかに柔らかな草である。また、小穂が幅広い点ではメリケンガヤツリも似ているが、普通ははるかに大きくなること、また小穂が緑色であることで見分けがつく。
いずれにせよ、正確には小穂や小花の構造を見る方がよいが、この種については偏平で丸っぽい少穂が赤錆色に輝く点で比較的目立つものである。